# Ivan Baptista Krapàc

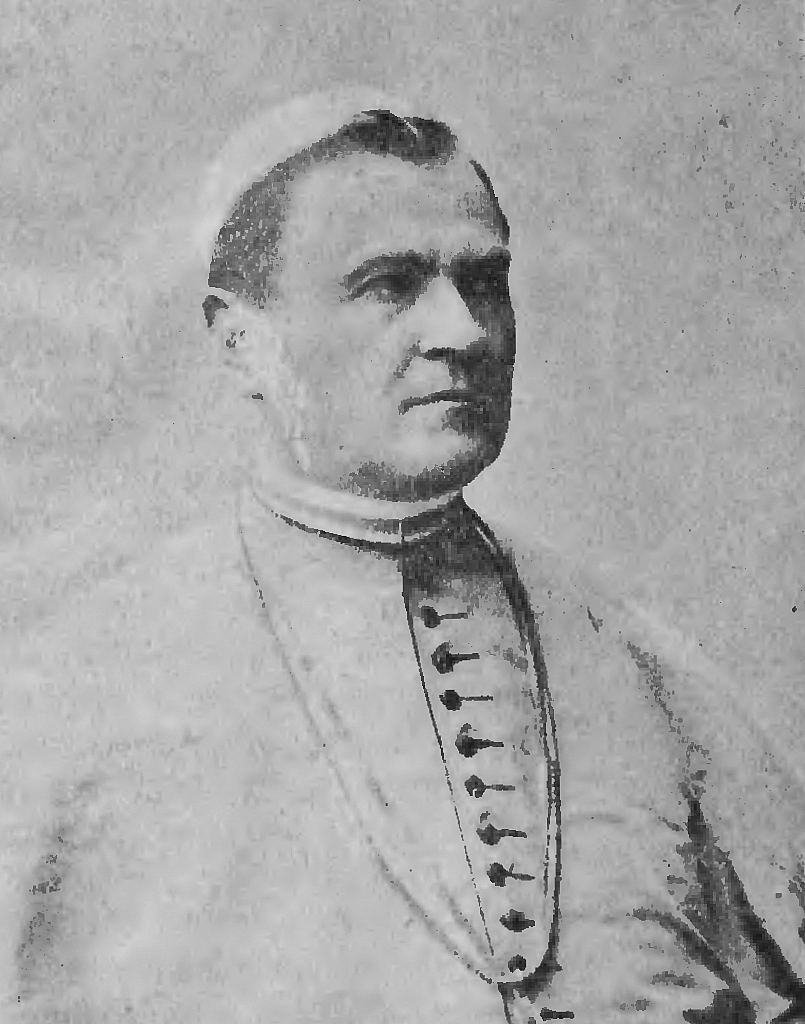
Ivan Krapàc (vor 1910)

Ivan Baptista Krapàc, auch Giovanni Battista Krapàc (* 19. Juni 1843 in Karlsstadt, heute Karlovac; † 15. Juli 1916 in Agram, heute Zagreb) war ein kroatischer Geistlicher.
Krapàc wurde 1866 zum Priester geweiht. 1890 wurde er Domherr in Zagreb,  Papst Pius X. ernannte ihn am 8. Februar 1904 zum Titularbischof von Belgrad e Semendria o Smederevo, heute Alba Maritima, und Weihbischof in Zagreb. Josip Juraj Posilović, Erzbischof von Zagreb, spendete ihn am 17. April 1904 die Bischofsweihe. Mitkonsekratoren waren Julije Drohobeczky, Bischof von Križevci, und Antun Maurović, Bischof von Senj.
Am 7. April 1910 wurde er als Bischof von Bosna et Srijem erwählt und am 24. Mai 1910 bestätigt.